# Азон (группа)
Азон — российская панк-рок-группа из подмосковного Климовска, образованная в 2000 году вокалистом, бас-гитаристом и автором песен Павлом Захаровым. 
На данный момент в дискографии группы 9 студийных альбомов, 4 EP, live-альбом, два сборника лучшего и сборник неизданных ранее песен. Неоднократные участники «Чартовой Дюжины» на «Наше Радио». В 2022 году занимали в ней 2 место. Номинанты итоговой ЧД-2023, ЧД-2024 и ЧД-2025. Артисты крупнейшего лейбла «Союз Мьюзик».

## История

### Ранние годы 2000—2006.
Днём рождения группы считается 13 октября 2000 года — дата первой репетиции (изначально, под названием «Д. А.Р. Т.С.»).
Возможность приступить к активной концертной и студийной деятельности у группы появилась только к концу 2002 года.
В начале 2003 года группа опубликовала первые студийные песни. «Азон» играли на одной сцене с такими коллективами, как Distemper, Монгол Шуудан, Элизиум, Смех, ex-Сектор Газа, АзЪ и другими. В конце года группа издала самиздатом первую версию альбома «Всем назло!!!».
Весь 2004 год группа провела непрерывно выступая, попутно записывая новые песни. В 2005 году группа официально переиздала свой первый альбом «Всем назло!!!», дополнив его семью новыми песнями. Год ознаменовался огромным количеством концертов, среди которых выступления на одной сцене с такими группами, как НАИВ, Тараканы!, Пурген, Блондинка Ксю, Монгол Шуудан, Distemper, Смех, Тайм-аут, Слот, Skin of Tears. Группа приняла участие в фестивалях «Панкомания-3» и «Панки в городе», а также одноимённых сборниках, изданных студией «Союз». В том же году прошли первые гастроли по нескольким городам России. Был выпущен сингл «Супер!»
В 2006 году группа продолжала активно гастролировать и выпустила сингл «Взгляни на них», приняла участие более чем в 20 сборниках, среди которых очередная часть «Панки в городе» и трибьют группе Сектор Газа с песней «Подкуп».

### Период экспериментов 2007—2011
В 2007 году группа выпустила синглы «Про Сталина» и «Незачем спешить»; в записи впервые были задействованы клавишные. Основываясь на этом опыте, группа пригласила клавишника в постоянный состав и выступала с ним в течение последующего года. Группа приступила к записи нового альбома, однако из-за смены состава продолжила запись только через год.
В начале 2008 года Азон выступили в концерте в честь 20-летия группы Сектор Газа вместе с группами Монгол Шуудан и Бахыт-Компот в Московском клубе XO. Сразу после этого группа выпустила сингл «Свобода?!» с готовящегося альбома с одноимённым названием. Не прекращая активно гастролировать, Азон приступили к записи нового альбома. В том же году группа презентовала кавер-версию песни «Если бы на Марсе были города» группы Браво, высоко оцененную Евгением Хавтаном. К концу года альбом был полностью записан и подготовлен к выпуску.
В феврале 2009 года Азон презентовали альбом «Свобода?!».
В презентации приняли участие гостевые музыканты, среди которых Дмитрий Спирин из группы Тараканы! Летом того же года был снят клип на песню «Вечно». Режиссёром клипа выступил Денис Хромых, на тот момент гитарист группы Тараканы! (экс-СЛОТ, позднее План Ломоносова). Клип попал в ротацию телеканалов A-One и O2 ТВ.
Несмотря на смену состава, в 2010—2011 годах группа активно гастролировала, а также приступила к записи очередного альбома. Однако из-за внутреннего конфликта на студии, где проходила запись, все исходные материалы оказались утеряны, альбом так и не увидел свет. Часть песен была позже перезаписана.

### 2012—2015. Третий альбом «Меня победить?!», мини-альбом «Над Москвой»
В 2012—2013 годах на собственной студии группы был записан новый альбом, получивший название «Меня победить?!» (Выпущен в июне 2013 года).
В 2014 году был выпущен мини-альбом «Над Москвой», после чего непрерывные гастроли группы продлились до конца 2015 года.

### 2016—2017. EP «После нас…» и EP «Игра»
В 2016 году Азон выпустили EP «После нас» и начали готовить новый альбом. Осенью того же года группа посетила 17 городов центральной России в рамках осеннего тура. В 2017 году группа выпустила мини-альбом «Игра» и сразу же начала запись полноформатного нового альбома.

### 2018—2019. Альбом «Пока не выключат свет», синглы «Ария московского гостя», «Нам по…», «Ядерная зима» и «Герои уличных боёв»
В начале 2018 года группа выпустила сборник неизданных песен и редких версий «Hidden Tracks». В том же году группа выпустила альбом «Пока не выключат свет…» (вышел и презентован 22 октября 2018 года), тепло принятый публикой и критиками.
На песню «Всё равно» был снят live-клип. Перед Новым годом был презентован панк-рок-кавер на песню «Если у вас нету тёти» из к/ф «Ирония судьбы, или с лёгким паром» и клип на неё.
С начала 2019 года группа отправилась в большой тур в поддержку альбома, а по возвращении начала подготовку нового материала. В то же время альбом «Пока не выключат свет…» был презентован в эфире Наше ТВ и радиостанции Говорит Москва.
Осенью 2019 года были выпущены синглы «Нам по (субкультурные загоны)», «Герои уличных боёв» и «Ядерная зима» (являющаяся кавером и данью памяти Алексею Хрынову из группы «Полковник и однополчане»). Начиная с февраля 2019 года стали устраиваться регулярные акустические концерты в полном составе (до этого акустические концерты игрались только Павлом Захаровым сольно). В конце года группа сыграла большой концерт, собрав полный зал московского клуба Rock House.

### 2020 мини-альбом «Лайтс», альбом «Без флагов и границ!», Трибьют «Сектор Газа»
В 2020 году группа начала готовить новый полноформатный альбом.
Весной 2020 года Азон выпустил акустический мини-альбом «Лайтс» (частично записанный в условиях самоизоляции, в связи с пандемией COVID-19), очень хорошо встреченный публикой и критикой. В мае-июне группа впервые сыграла несколько онлайн-концертов (вынужденная мера, в связи с эпидемиологической ситуацией). В июле 2020 года все релизы группы были переизданы на крупнейшем российском лейбле «Союз Мьюзик», с которым группа начала сотрудничество. Новый альбом группы «Без флагов и границ!» вышел 16 сентября 2020 года. В качестве специального гостя песню «Дождь» на альбоме исполнил Артур Беркут. Альбом вызвал положительные отзывы публики и критики. 18 декабря 2020 года вышел «Трибьют Сектор Газа» с участием группы Азон, а также ДДТ, СерьГа, Монгол Шуудан, 7Б, Химера, План Ломоносова, Голос Омерики, Артура Беркута и других

### 2021 «Хватит Спать-тур» и live-альбом «Город»
В начале 2021 года группа отправилась в «Хватит Спать-тур» по городам России. 18 марта 2021 года группа выпустила клип на песню «Как молоды…»
13 сентября вышел клип группы Йорш — «В Тиктоке», с участием музыкантов дружественных групп, в том числе Паши Захарова из Азон.
24 сентября Азон выпустили лайв-альбом «Город» и двойной лайв клип на песни «Вперёд!» и «20 лет». 29 октября вышел трибьют группе Тараканы! с участием группы Азон с песней «Анестезия». 3 ноября группа выпустила сингл и видеоклип «Поворот не туда», песня была презентована 2 ноября в программе «Жёсткий диск» на Нашем Радио. В течение года группа приняла участие в качестве гостей в записях пяти дружественных коллективов, в том числе 18 декабря была выпущена композиция «Не те уже мечты» группы Наконечный, где помимо Азона гостями стали музыканты групп Сектор Газовой Атаки и Нрав.

### 2022. Альбомы «Всё будет супер!» и «Из пепла!»
28 января 2022 года песня «Не те уже мечты», совместная с группами Наконечный, Сектор Газовой Атаки и Нрав, стартовала в ротации на Наше Радио, заняв на первой неделе 8, а на второй 5 место в «Чартовой дюжине». На четвёртой неделе песня поднялась на второе место. Всего в «Чартовой дюжине» песня продержалась 8 недель. 26 февраля совместно с группой Наконечный был выпущен сингл «Остыньте!». 17 марта группа выпустила сингл и клип «Незачем спешить...». 1 апреля вышел альбом «Всё будет Супер!», с гостевым участием дружественных групп ДМЦ, Сектор Газовой Атаки, наконечный, Лучший Самый День, Рейд и Granny Style. 23 сентября группа выпустила сингл «Телепузики. XX Anniversary», композиция сингла является ремейком на песню «Телепузики», написанную в 2002 году. Таким образом группа своеобразно ответила на готовящийся ремейк одноимённого сериала от Netflix. Новый, седьмой по счёту студийный альбом группы, названный «Из пепла!», вышел 2 декабря 2022 года и был очень тепло встречен публикой и критикой. 7 декабря группа представила live-клип на песню «Не спорь!». 8 декабря альбом был представлен в программе «фАнотека» на Наше радио: в эфире прозвучали отрывки почти всех песен, а композиция «Дорогой длинною…» была воспроизведена полностью. 21 декабря был выпущен клип на песню «Бармен, повтори!», созданный с помощью «песочной анимации».
В конце декабря вышел благотворительный сборник стихов «Панки Делают Добро», с участием Паши Захарова (Азон), Саши Наконечного (Наконечный), Андрея Грейчайника (ДМЦ), Игоря «Кэш» Лобанова (СЛОТ, МодеМ), Рашеда Афанасьева (ФИГИ), Алексея Лавецкого (KDRR), Павла Фокина (SELLOUT), Игоря Щупакевича, Алексея Бабынина. Все деньги с продаж сборника переводятся в Фонд борьбы с лейкемией.
В конце года группа была номинирована в итоговой «Чартовой дюжине» на Наше Радио в номинации «Совместная работа»

### 2023. Сингл «Весна», альбом «СуперЛайтс».
В феврале 2023 года группа отправилась в «Из пепла!»-тур, включающий 10 российских городов. 1 марта состоялся релиз нового сингла «Весна». 9 марта «Весна» была представлена в программе «ФАНотека» на Наше Радио, вместе с рассказом Паши Захарова о появлении названия группы. 18 марта Паша Захаров выступил на фестивале в «Сектор газа: 35 лет», исполнив песню «Опарыш» вместе с музыкантами группы Сектор Газовой Атаки. 30 июня группа должна была выступить на фестивале Доброфест-2023, но фестиваль был перенесён на следующий год.
13 октября, в день рождения группы, вышел восьмой студийный альбом группы «СуперЛайтс» (Unplugged). За несколько часов до выхода альбом был представлен на «Нашем радио», а песня «Прости, Алиса!» с него прозвучала целиком. Гостями на альбоме выступили Александр Телехов (Элизиум) и Сергей Толстухин (Vere Dictum). Помимо этого, супруга Павла Захарова, Анна, ранее выполнявшая административные функции в группе, предстала в качестве вокалистки. Альбом был очень тепло встречен слушателями и критикой. 27 октября композиция «Пятница» с нового альбома была представлена в «Чартовой дюжине» на «Нашем Радио» и попала в ротацию радиостанции. 15 ноября группа выпустила live-клип на песню «Выживут панки!»

### 2024. Альбом «Навсегда!». Синглы «Огонь, что внутри», «Как молоды...», «Прости, Алиса!», «Его звали Хой!»
17 января 2024 года группа выпустила клип на песню «Прости, Алиса!». В феврале 2024 года группа была представлена в итоговой «Чартовой дюжине-2024» в трёх номинациях: «Альбом» («СуперЛайтс»), «Солист» (Павел Захаров) и «Группа». В марте 2024 года группа отправилась в «ПобедитВсёВесна»-тур. 20 марта группа выпустила сингл «Огонь, что внутри». 22 мая вышло переиздание песни «Как молоды...» совместно с группой Саня Болт, посвящённая погибшему общему другу коллективов. 6 июня Азон совместно с омской группой KDRR выпустили рок-версию песни «Прости, Алиса!». Так как релиз песни почти совпал по времени появления (хоть это и не задумывалось) с выходом фильма  «Сто лет тому вперёд», цитаты из песни стали использоваться в рецензиях на фильм, из-за общей тематики, связанной с произведением Кира Булычева и его предыдущей экранизацией. 28 июня вышел клип тульской группы «Взрыв чудА» — «Сценой была кухня» с участием Паши и Нюты Захаровых в качестве спецгостей.
В июле 2024 группа объявила о начале сотрудничества со старейшим российским концертным агентством Spika. 25 июля вышел сингл «Его звали Хой!», посвященный 60-летию со дня рождения Юрия Клинских и записанный Азоном совместно с группами Сектор Газовой Атаки и Бродячий Цирк. 27 июля композиция была представлена в хит-параде на радио «Комсомольская Правда», а по итогам первой недели голосования заняла 8 место. 15 августа вышел клип группы «Нормы морали» — «Совесть» с гостевым участием Паши и Нюты Захаровых. 30 августа вышла песня группы The Vazeline — «Козырь» с гостевым участием Азон.
13 сентября увидел свет новый альбом группы под названием «Навсегда!», очень тепло встреченный слушателями критикой.
11 октября вышла благотворительная книга Павла Захарова «Азон в историях», все деньги от её продажи пойдут в «Фонд борьбы с лейкемией». 18 октября вышел альбом группы «Взрыв чудА» — «Беги из дома», где в песне «Маяки» специальными гостями выступили Паша и Нюта Захаровы. 30 октября вышел ностальгический клип на песню «В девяностых...». 12 декабря вышел предновогодний сингл «Выживут панки! (Ультралайт)» — специальное прочтение известной песни группы с вокалом Нюты Захаровой. Песня была представлена на Наше Радио 19 декабря. В эфире ей предшествовала аудиоверсия первой главы книги «Азон в историях». 

### С 2025. Синглы «Пятница ‘25», «Танцуйте, черти!», «Клуб 27» и «Ядерная зима '25», сборники «Лучшие» и «ЗБС»
30 января 2025 года вышел сингл «Пятница ‘25» — ремейк одной из самых старых песен группы в современном звучании. В итоговой «Чартовой Дюжине 2025» Азон представлены в шести номинациях, причём в двух из них более одного раза. 6 марта вышел новый сингл группы — «Танцуйте, черти!». Благотворительный сингл «Клуб 27», все средства от монетизации которого пойдут в «Фонд Борьбы с Лейкемией» увидел свет 23 апреля. На следующий день она была представлена в передаче «фАнотека» на «Наше Радио». 14 мая вышла соместная с группой CosmoCats обновленная версия одной из самых вотребованных песен группы «Ядерная зима '25». В тот же день эксклюзивно на виниле вышел сборник самых востребованных песен за 25 лет существования группы под названием «Лучшие». Часть песен на нём перезаписана в современном звучании группы, другая часть представлена в ранее не изданных версиях. 28 мая группа представила live-клип на песню «Танцуйте, черти!».   
27 июня вышел сборник лучших песен за 25 лет существования группы «ЗБС» (назван по первым буквам фамилий участников). Бо́льшая часть песен перезаписана в современном звучании коллектива, другая часть представлена в версиях, никогда ранее не выходивших, несколько песен записаны с гостевым участием групп Дёргать!, CosmoCats, Аберрация и The Vazeline. 23 июля вышел анимационный клип на песню «Выживут панки!» — результат пятимесячных трудов команды художников и других специалистов, выполненный в классической покадровой анимации. За месяц до выхода на площадках, 22 июня, клип был презентован в оффлайн на экране фестиваля AntiParty. 11 августа Павел Захаров стал гостем дневного эфира в «Шоу Дня» на «НАШЕ Радио»

## Дискография

### Альбомы и EP
- 2003 — «Всем назло!» (первая версия)
- 2005 — «Всем назло!» (переиздание, расширенная версия).
- 2009 — «Свобода?!»
- 2013 — «Меня победить?»
- 2014 — «Над Москвой» (EP)
- 2016 — «После нас…» (EP)
- 2017 — «Игра» (EP)
- 2018 — «Hidden Tracks» (Сборник неизданных песен и редких версий)
- 2018 — «Пока не выключат свет».
- 2020 — «Лайтс» (EP, Unplugged)
- 2020 — «Без флагов и границ!»
- 2021 — «Город» (live-альбом)
- 2022 — «Всё будет Супер!»
- 2022 — «Из пепла!»
- 2023 — «СуперЛайтс» (Unplugged)
- 2024 — «Навсегда!»
- 2025 — «Лучшие» (Эксклюзивно на виниле, сборник хитов)
- 2025 — «ЗБС» (Сборник лучших песен)

### Синглы
- 2005 — «Супер!»
- 2006 — «Взгляни на них»
- 2007 — «Про Сталина»
- 2007 — «Незачем спешить»
- 2008 — «Свобода?!»
- 2008 — «На марсе»
- 2009 — «Вечно»
- 2011 — «О них»
- 2012 — «Кури-бухай»
- 2016 — «Устроим праздник!»
- 2017 — «Пойдем гулять!»
- 2018 — «Ария московского гостя»
- 2019 — «Нам по… (субкультурные загоны)»
- 2019 — «Герои уличных боёв»
- 2019 — «Ядерная зима»
- 2021 — «Поворот не туда»
- 2022 — «Остыньте!» (совместно с группой Наконечный)
- 2022 — «Незачем спешить»
- 2022 — «Телепузики. XX Anniversary»
- 2023 — «Весна»
- 2024 — «Огонь, что внутри»
- 2024 — «Как молоды...» (совместно с группой Саня Болт)
- 2024 — «Прости, Алиса!» (совместно с группой KDRR)
- 2024 — «Его звали Хой!» (совместно с группами Сектор Газовой Атаки и Бродячий Цирк)
- 2024 — «Выживут панки! (Ультралайт)» (макси-сингл)
- 2025 — «Пятница ‘25»
- 2025 — «Танцуйте, черти!»
- 2025 — «Клуб 27»
- 2025 — «Ядерная зима '25» (совместно с группой CosmoCats)

### Клипы
- 2009 — «Вечно»
- 2018 — «Всё равно»
- 2018 — «Ария московского гостя»
- 2020 — «Герои уличных боёв»
- 2020 — «Вперёд!»
- 2021 — «Как молоды…»
- 2021 — «Вперёд! / 20 лет» (live-клип)
- 2021 — «Поворот не туда»
- 2022 — «Незачем спешить»
- 2022 — «Не спорь!» (live-клип)
- 2022 — «Бармен, повтори!»
- 2023 — «Выживут панки!» (live-клип)
- 2024 — «Прости, Алиса!»
- 2024 — «В девяностых...»
- 2025 — «Танцуйте, черти!» (live-клип)
- 2025 — «Выживут панки!» (Анимационный клип).

### Участие в трибьютах
- 2005 — Сектор газа, песня «Подкуп»
- 2009 — Тараканы!
- 2014 — Красная плесень, песня «Агенты ЦРУ»[91]
- 2016 — Джин-тоник, песня «Санкт-Ленинград»[92][93]
- 2020 — Сектор Газа, песня «Опарыш»[49][94]
- 2021 — Тараканы!, песня «Анестезия»[56][57]

### Гостевые участия
- 2013 — Азон feat. Cardio Version — «Меня победить»
- 2013 — Азон feat. Дима «Роттен» Данилин (экс-Элизиум) — «Игра»
- 2013 — Азон feat. Йорш — «Кури-бухай»
- 2014 — Дальше мечты, Йорш, Азон — «Делай рок-н-ролл»
- 2016 — Азон feat. Йорш, Cardio version — «Праздник»
- 2017 — Азон feat. Джин-тоник — «Untitled»
- 2018 — Плинтус feat. Азон — «Нет времени»
- 2020 — Азон feat. Артур Беркут — «Дождь»
- 2020 — БЦВГ feat. Азон — «Роем»
- 2021 — Космос feat. Азон — «Город»
- 2021 — Наконечный feat. Сектор Газовой Атаки, Азон, Нрав — «Не те уже мечты»
- 2022 — Азон, Наконечный — «Остыньте!»
- 2022 — Азон, Лучший самый день — «Порно»
- 2022 — Азон, ДМЦ — «Свобода»
- 2022 — Азон, Granny Style — «Ультрафиолет»
- 2022 — Азон, Рейд! — «Незачем спешить»
- 2022 — Азон, Сектор Газовой Атаки — «Всё равно!»
- 2022 — Рейд feat. Азон, Сектор Газовой Атаки — «Я хочу гитару»
- 2022 — Нормы морали, Азон — «Огонь»
- 2023 — Азон, Александр Телехов — «Вперёд! (Unplugged)»
- 2023 — Азон, Vere Dictum — «Пойдём гулять! (Unplugged)»
- 2023 — Нрав feat. Азон — «Страх (Live)»
- 2023 — ОРЗ, Азон — «Подземная система»
- 2024 — Азон, Саня Болт — «Как молоды...»
- 2024 — Азон, KDRR — «Прости, Алиса!»
- 2024 — Азон, Сектор Газовой Атаки, Бродячий Цирк — «Его звали Хой!»
- 2024 — The Vazeline, Азон — «Козырь»
- 2024 —  Азон, Смех — «Навсегда со мной!»
- 2024 — Взрыв ЧудА feat. Азон — «Маяки»
- 2025 — Азон, CosmoCats — «Ядерная зима '25»
- 2025 — Азон, Дёргать! — «Автопилот '25»
- 2025 — Азон, Аберрация — «Пока не выключат свет... '25»
- 2025 — Азон, The Vazeline — «Герои уличных боёв '25»
- 2025 — НРАВ, Азон, Сектор Газовой Атаки, KDRR, Аберрация, Ничего Кроме Правды, Эмуляция Взросления – «Факел»

### Гостевые появления в клипах
- 2021 — Йорш — «В Тиктоке» (Паша Захаров)
- 2024 — Взрыв ЧудА — «Сценой была кухня» (Паша и Нюта Захаровы)
- 2024 — Нормы морали — «Совесть» (Паша и Нюта Захаровы)

### Участие в сборниках
- 2005 — «Панкомания — 3» — песня «Пятница»
- 2005 — «Азъ Family» — песня «Город мёртвых»
- 2006 — «Панки в городе — 9» — песня «Брошу пить»

Всего более 50 сборников.

## Состав

### Текущий состав
- Павел Захаров — вокал (с 2000 года), бас-гитара (с 2007 года), гитара;
- Никита Старчак — гитара (с 2023 года);
- Александр Бобцов — барабаны, перкуссия (с 2024, ранее в 2013—2015, регулярное гостевое участие в 2015—2024);
- Нюта Захарова — менеджмент, вокал, мерч (с 2011 года).

### Бывшие участники
- Денис Гуров — гитара (2000), барабаны (2001), вокал (2000);
- Евгений Ушаев — бас-гитара (2000—2002);
- Фёдор Кашников — гитара (2001), барабаны (2002);
- Александр Демченков — гитара (2002);
- Алексей Биленко — гитара (2002—2006, сессионно в 2007);
- Виталий Майер — бас-гитара (2002—2003);
- Алексей Рождественский — гитара (2002—2005);
- Дмитрий «Сокол» Соколов (ЙОРШ) — гитара (2005), бас-гитара (сессионно, 2005), вокал (гостевое участие в записи: 2013 и 2016);
- Кирилл Максимов — гитара (2006—2007);
- Вячеслав Трошин — барабаны (2002—2004), бас-гитара (2004—2006);
- Михаил Трошин — барабаны (2004—2005);
- Вадим Семенцов — барабаны (2005—2006, 2008—2009, сессионно в 2011), вокал (гостевое участие в записи 2013, 2016);
- Ян Соделль — гитара (2005—2006);
- Сергей Балабанов — бас-гитара(2006—2007), гитара (2007—2010, 2011, 2016—2019), бэк-вокал (гостевое участие в записи: 2020, 2025);
- Андрей Елагин — барабаны (2007—2008);
- Михаил Гарнов — клавишные (2007—2008);
- Павел Азаров — гитара (2008—2010, 2010—2011, сессионно на записи «Всё будет Супер!» в 2021—2022 ), бас-гитара (сессионно, 2015);
- Иван Соловьёв — гитара (на концертах в 2009), вокал (2007—2009);
- Андрей Сочилкин — гитара, вокал (2010—2011);
- Никита Евтюшенков — барабаны (2009—2013);
- Михаил Захаров (экс-Йорш, ДМЦ) — гитара (2011—2014);
- Дмитрий Насонов — гитара (2011—2012, 2014—2016, сессионно 2018—2019);
- Наташа Огольцова — гитара (2013—2021);
- Павел Афанасьев — бас-гитара (2013—2015), барабаны (2015);
- Станислав Брылёв — бас-гитара (2016—2018);
- Алексей Смирнов — гитара (2019—2021, сессионно в 2023 и 2025);
- Михаил Логунов — гитара, бэк-вокал (2021—2023);
- Пётр Будённый — барабаны, перкуссия (2015—2025).

## Интересные факты
- Некоторое время участником группы был Дима «Сокол», лидер группы Йорш, с которым группу по сей день связывает близкая дружба.[95]
- Название группы не является аббревиатурой, не имеет отношения к газам озон и азот.[96]
- В начале нулевых группа окупала затраты на своё содержание, исполняя в поздних электричках свою пародийную кавер-версию на песню «Погоня» из к/ф «Неуловимые мстители». Подвыпившие ночные пассажиры принимали песню на «ура!», а собранных денег порой хватало не только на содержание группы, но и на жизнь[44].
- В 2010 году Павел Захаров чуть не погиб во время выступления, в результате несчастного случая: из-за технической неисправности на сцену «пробило» высокое напряжение, одна из фаз попала на струны гитары, вторая на микрофонную стойку. Во время исполнения одной из песен, Павел взялся за струны и за стойку одновременно и через несколько секунд потерял сознание «прилипнув» к источникам напряжения. Спасли действия коллег по группе, вовремя заметивших происходящее и выбивших гитару из рук[97].